# Rudzienko-Kolonia
Rudzienko-Kolonia – kolonia w Polsce położona w województwie lubelskim, w powiecie lubartowskim, w gminie Michów.
Kolonia stanowi sołectwo Rudzienko-Kolonia w gminie Michów. Według Narodowego Spisu Powszechnego z roku 2011 kolonia liczyła 165 mieszkańców.
W latach 1975–1998 miejscowość administracyjnie należała do ówczesnego województwa lubelskiego.